# Gemaal (waterbouwkunde)

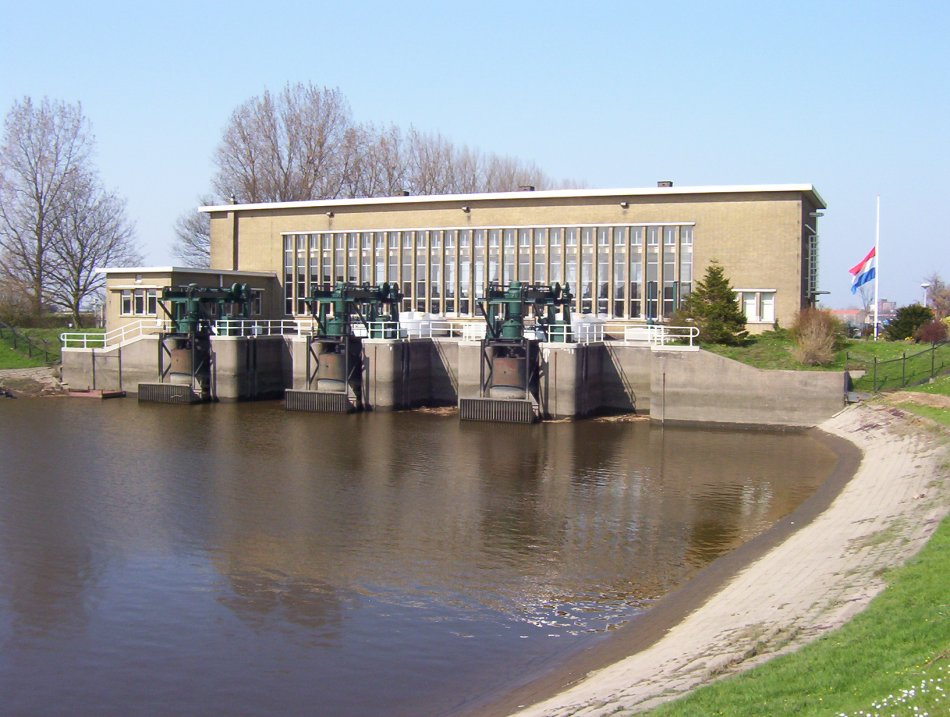
Dieselgemaal

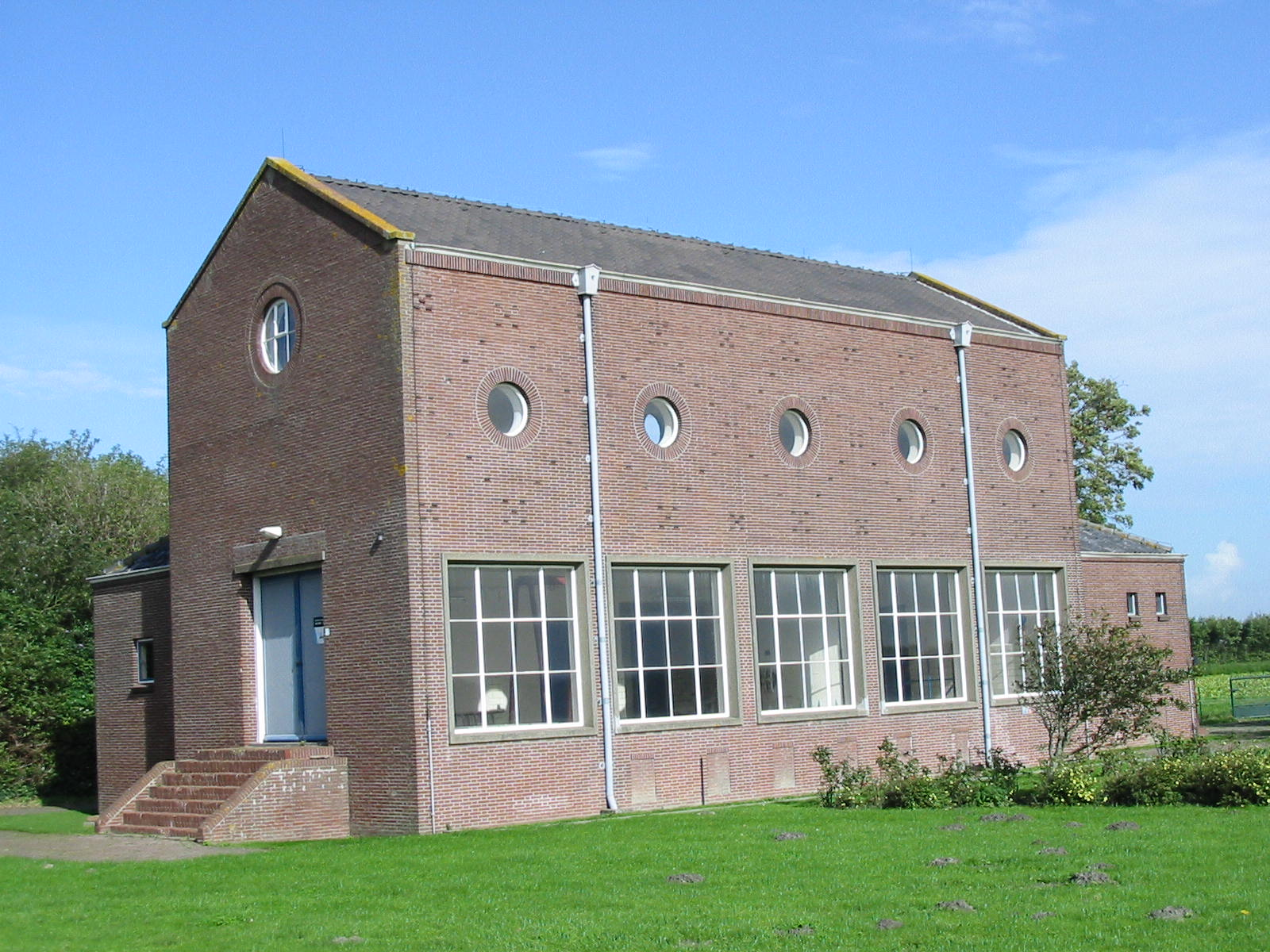
Gemaal bij Zierikzee

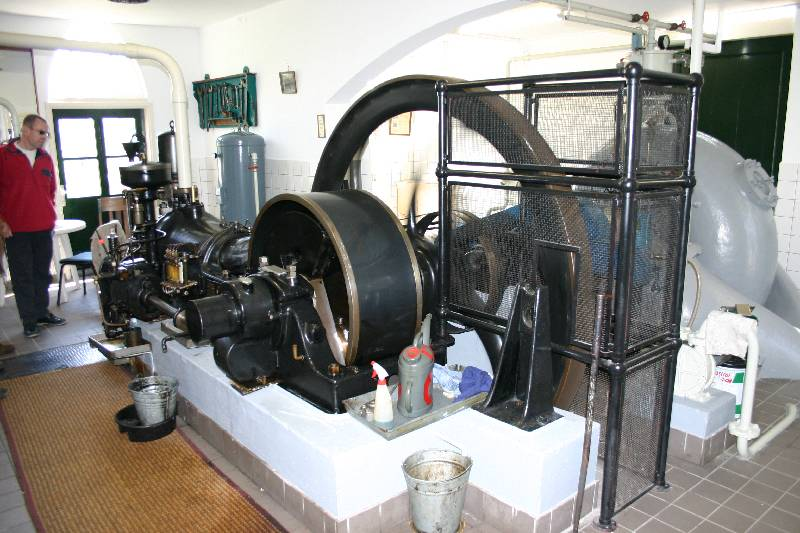
Interieur van een dieselgemaal in Rijswijk (Zuid-Holland)

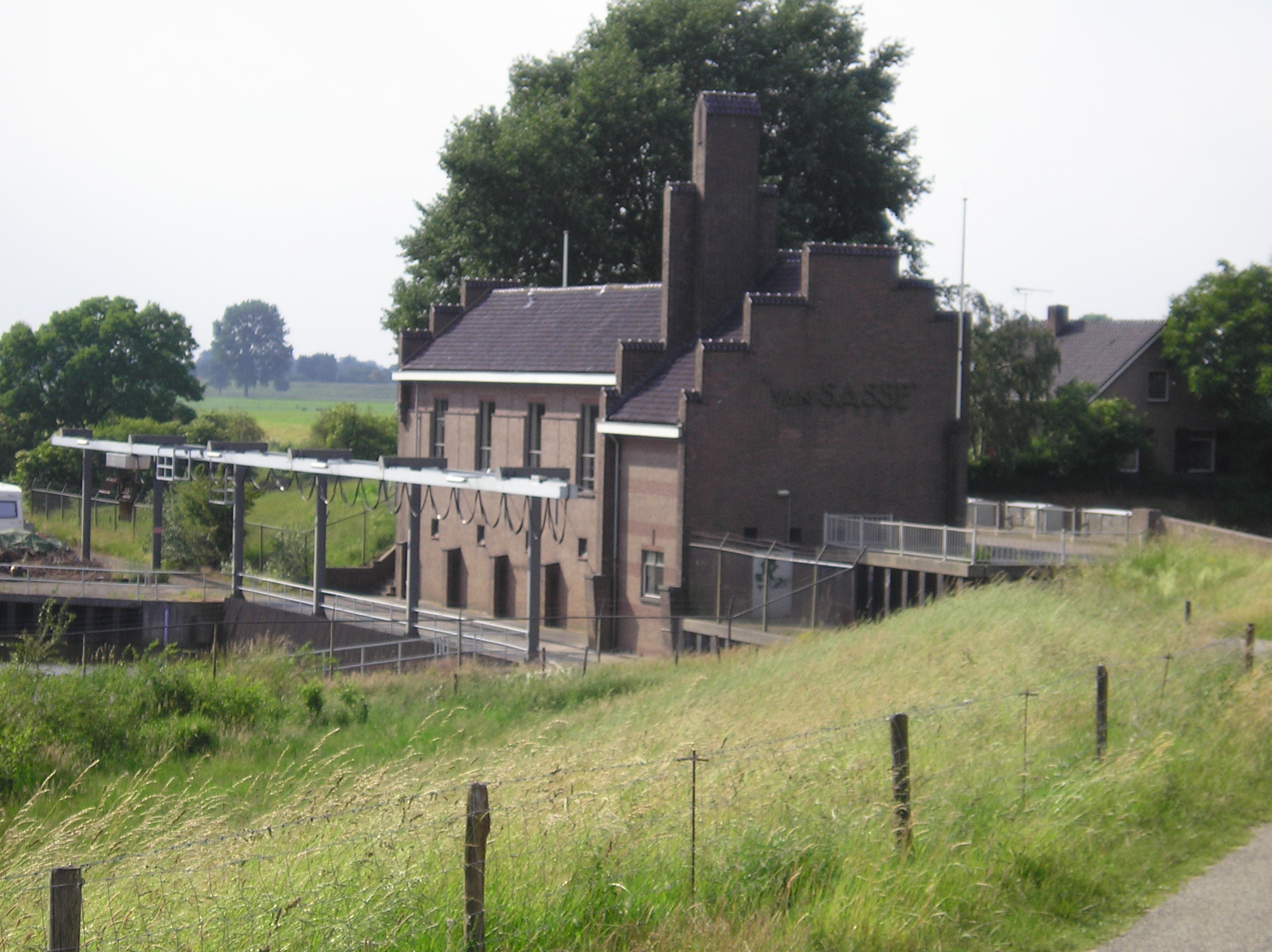
Gemaal Van Sasse bij Grave

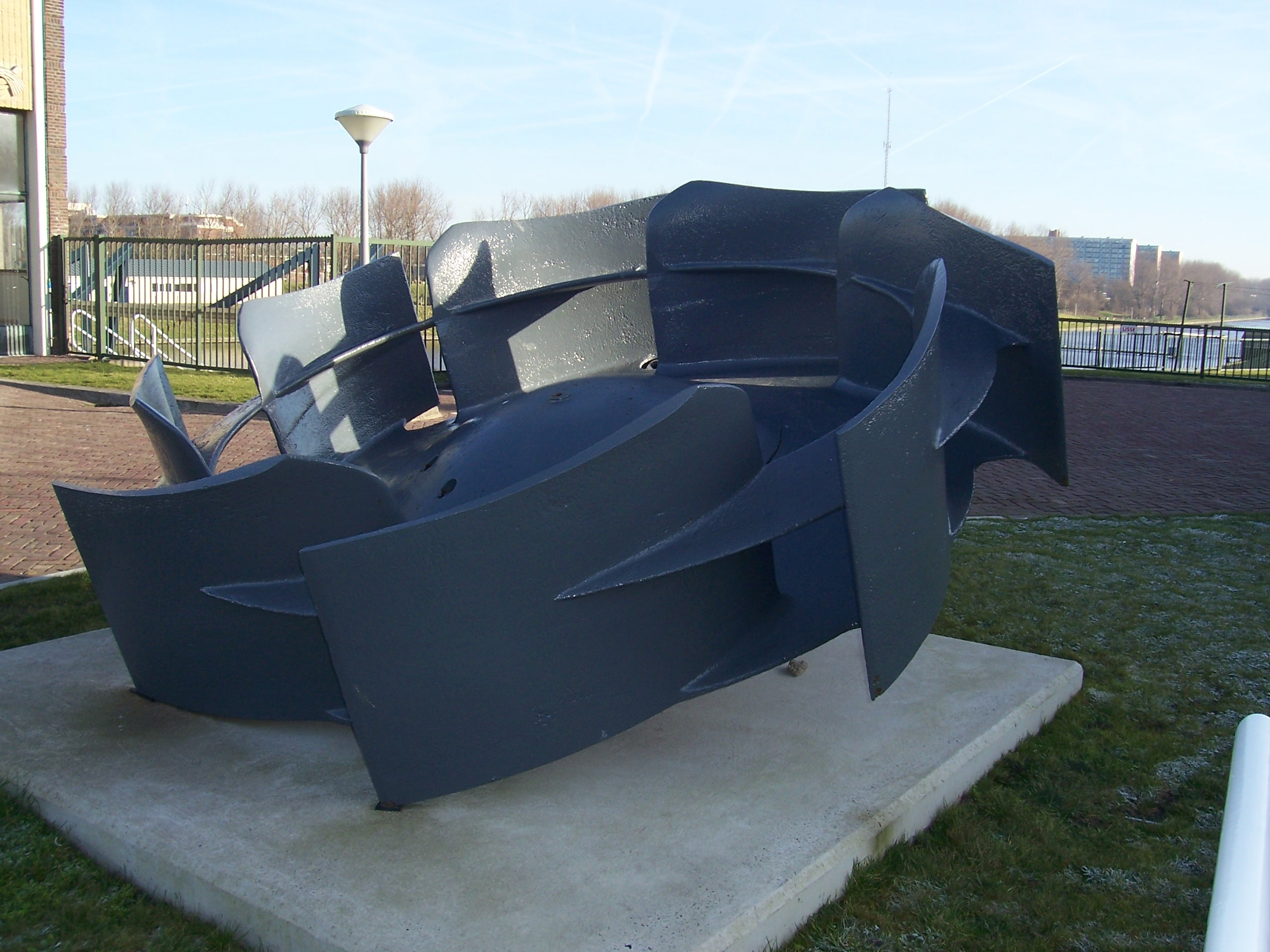
Pompwaaier, Koning Willem-Alexandergemaal, Katwijk

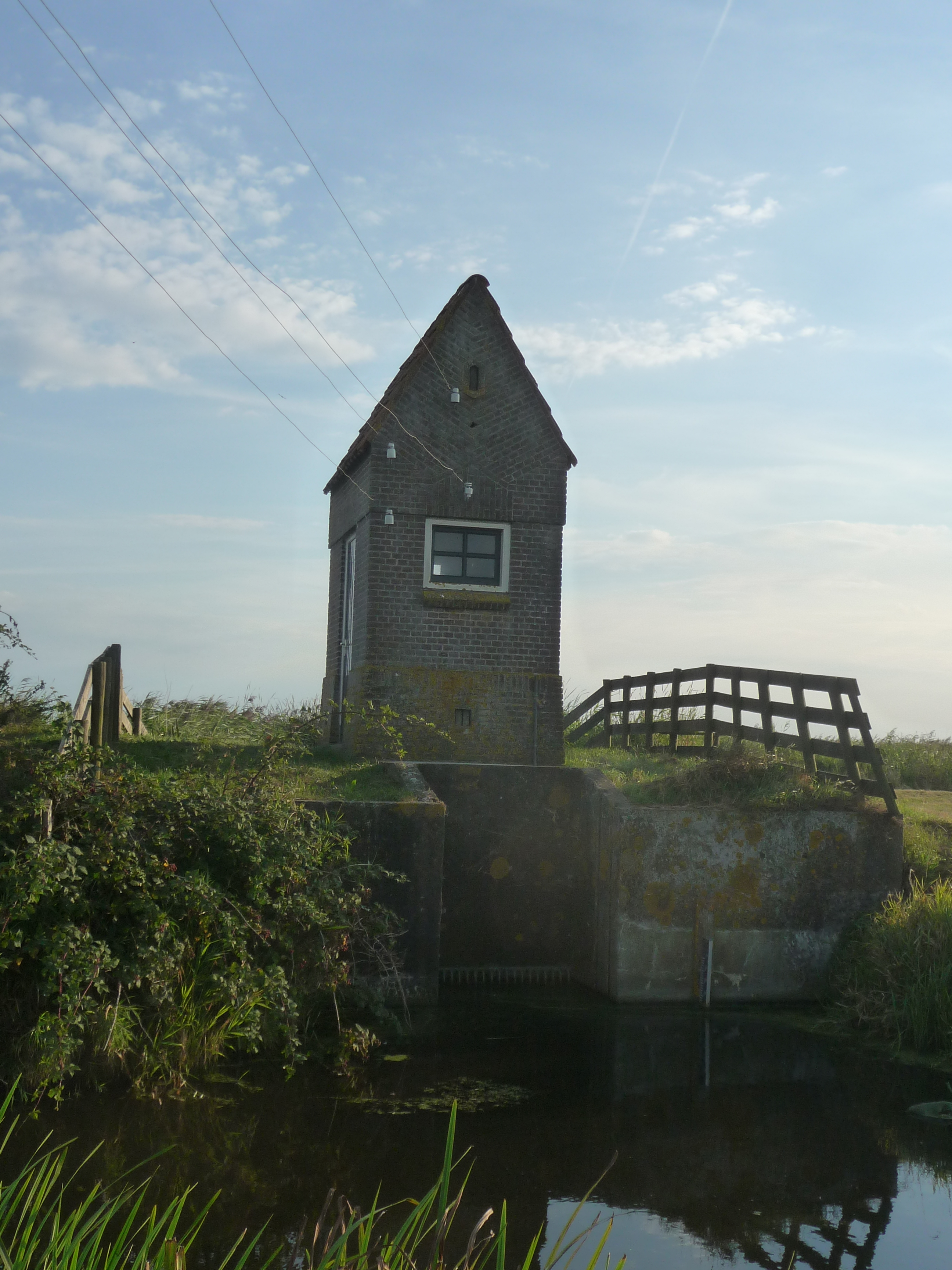
Gemaal nr. 24 aan het Hissemeer bij Abbega, Rijksmonumentencomplex samen met bovenleiding en transformatorhuisje.

Een gemaal is een inrichting om water van een lager naar een hoger niveau te brengen. Het brengt of houdt water in een peilgebied op een bepaald peil. Voor afvalwater wordt er gebruik gemaakt van rioolgemalen.

## Geschiedenis
Inwoners van Nederland zijn ongeveer vanaf de 10e eeuw actief met waterbeheersing. Dit betrof enerzijds het tegengaan van de gevaren van hoog water, en anderzijds het droog houden van het land achter de dijken. Door ontbossing, ontwateren en afgraven van onder andere turf, daalde de bodem. Een groot deel van Nederland ligt onder het zeeniveau.
Dit dwong de bewoners tot de aanleg van dijken en terpen, en tot de bouw van spuisluizen om bij laag water het overtollige binnenwater te kunnen lozen. De uitvinding en toepassing van de poldermolen (vanaf de 15e eeuw) als bemalingswerktuig is van grote betekenis geweest. Molens maakten meren droog waardoor er land werd gewonnen, maar ook het risico van overstromingen nam af.
Na de uitvinding van de stoommachine schakelde men vanaf 1850 in Nederland steeds meer over van wind- naar stoombemaling (stoomgemaal). Na 1900 werden voor de gemalen nieuwe technieken gebruikt, zoals de diesel- en elektromotor.

## Functioneren van een gemaal
Nederland kent veel polders, dat is een relatief laaggelegen gebied waarvan de waterstand kunstmatig wordt geregeld. In een polder wordt de waterstand van sloten en vaarten kunstmatig op een bepaald niveau gehouden, het polderpeil. Bij polders waarbij dat peil boven het niveau van het laagwater van het buitenwater ligt, kan overtollig water door een spuisluis afgevoerd worden. Maar als het polderpeil te laag ligt ten opzichte van het buitenwater, moet het overtollige water de polder uitgepompt worden. Dit gebeurt door gemalen. Dat overtollige water kan in de polder komen door regenval, spoelwater of door kwel. Om de kwaliteit van het polderwater op peil te houden is doorspoelen soms nodig, dan wordt (schoon) water van buiten in de polder ingelaten, maar dat water moet ook weer afgevoerd worden door de spuisluis of door het gemaal. Daarnaast treed kwel op, dat is grondwater dat onder druk aan de oppervlakte uit de bodem komt. Als de grondwaterstand buiten de polder hoger is dan in de polder ontstaat een grondwaterstroming de polder in. De omvang van deze stroom hangt af van het hoogteverschil tussen het grondwaterpeil binnen de polder en daarbuiten en van de doorlatendheid van de grond (zandgrond is heel doorlatend voor water, kleigrond nauwelijks). Daarnaast kan er een grondwaterstroom komen door de dijk die rondom de polder ligt. Om deze stroming te minimaliseren zijn deze dijken daarom meestal van klei gemaakt, of hebben een kleibekleding. Over het algemeen is de kwel klein ten opzichte van de hoeveelheid water die door regenval in de polder komt, maar er zijn bijzondere gevallen waar de kwel een substantiële bijdrage levert, zoals bijvoorbeeld bij de Bethunepolder.
In polders treedt vaak bodemdaling door klink op. Water kan vaak op de scheiding van een harde constructie (bijvoorbeeld de wand of vloer van een gemaal) en een aansluitende grondlaag gaan stromen. Als de grond zakt door klink en de constructie niet (omdat die op palen gefundeerd is) wordt de sleet breder en kan nog makkelijker kwelwater de polder instromen. Dat probeert men te voorkomen door de kwelweglengte te vergroten, bijvoorbeeld door de aanleg van kwelschermen.

### Gemalen en bodemdaling
Door het ontwateren van de bodem treed klink op. Door afname van de hoeveelheid water krimpt de grond, maar zal wanneer ze weer nat wordt weer opzwellen. Een deel van deze klink is echter onomkeerbaar. Dit doet zich vooral voor in veengrond die voor ongeveer 15 % uit afgestorven plantenmateriaal bestaat en voor de rest grotendeels uit water, maar ook kleigrond krimpt. Deze bodemdaling treedt op bij iedere vorm van ontwateren, en niet alleen bij gemalen, maar omdat gemalen het peil veel meer kunnen verlagen is het effect van gemalen op bodemdaling groot. Een probleem daarbij is dat als veengrond niet meer onder water staat, er oxidatie optreedt en het veen verpulverd. Daarom moet het grondwaterpeil met zorg beheerd worden, niet te laag (want dat geeft klink, en risico op paalrot) en niet te te hoog (slecht voor landbouw en geeft natte kruipruimtes).

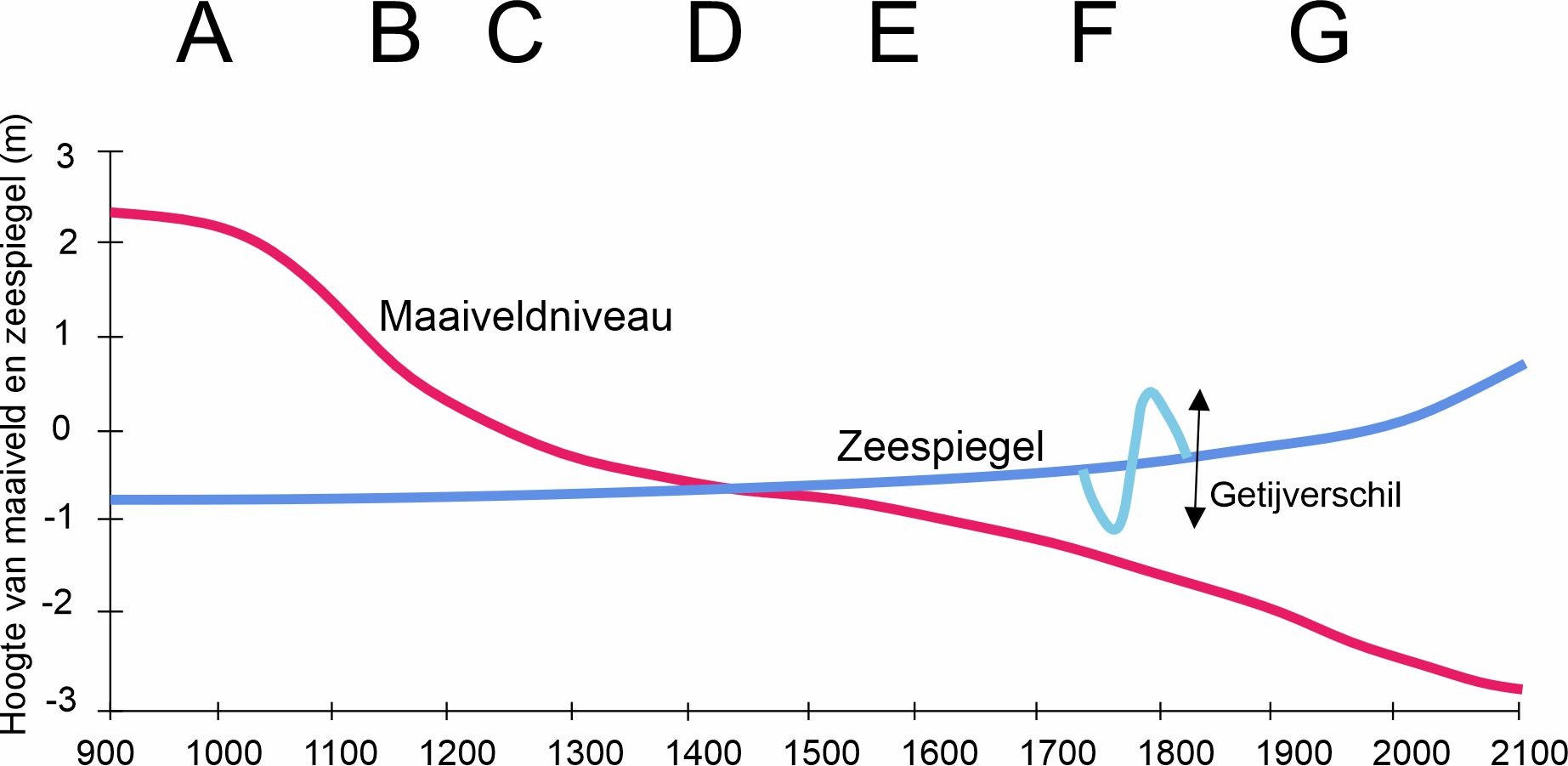
bodemdaling door ontwatering

In het laagveengebied in Nederland is dat al eeuwen een probleem. In de 10e eeuw is in Nederland begonnen met het  ontwateren van veengebieden.:31 Eerst door het aanleggen van greppels en sloten (A) en aanleg van dijkjes ter bescherming tegen stormvloeden (B), gevolgd door de aanleg van wachtersluisjes (C) (zie figuur). Later ging men kunstmatig bemalen, eerst met windmolens( D) en later met een molengang (E). Later kwamen de stoomgemalen (F) en diesel en elektrische gemalen (G).:32-36

## Gemalen in watersystemen
Gemalen in watersystemen onderscheidt men op verschillende gronden.

### Naar het te bemalen gebied
- het boezemgemaal (ten behoeve van een boezem)
- het poldergemaal (ten behoeve van een polder)

### Naar de functie
- een afvoergemaal
Het gemaal dient om het water uit een bepaald gebied te pompen. Dit is de meest gebruikte toepassing.
- een aanvoergemaal 
Het gemaal dient om water in een bepaald gebied te pompen. Men spreekt hier ook wel van een toevoer- of opvoergemaal.
- een onderbemaling
Dezelfde taak als een afvoergemaal, maar dan binnen het gebied van een (groot) gemaal. De aanduiding wordt ook wel gebruikt voor een klein gemaal (enkele hectares) dat het water op de boezem loost.
- een opmaling
Dezelfde taak als een aanvoergemaal, maar dan binnen het gebied van een (groot) gemaal.

Gemalen bestaan altijd uit twee belangrijke onderdelen, namelijk een onderdeel dat het water verzet, het opvoerwerktuig, en een onderdeel dat het opvoerwerktuig in beweging zet, het aandrijfwerktuig of de motor.

### Naar soort opvoerwerktuig
- een vijzel of waterschroef
- een scheprad
- een zuigerpomp

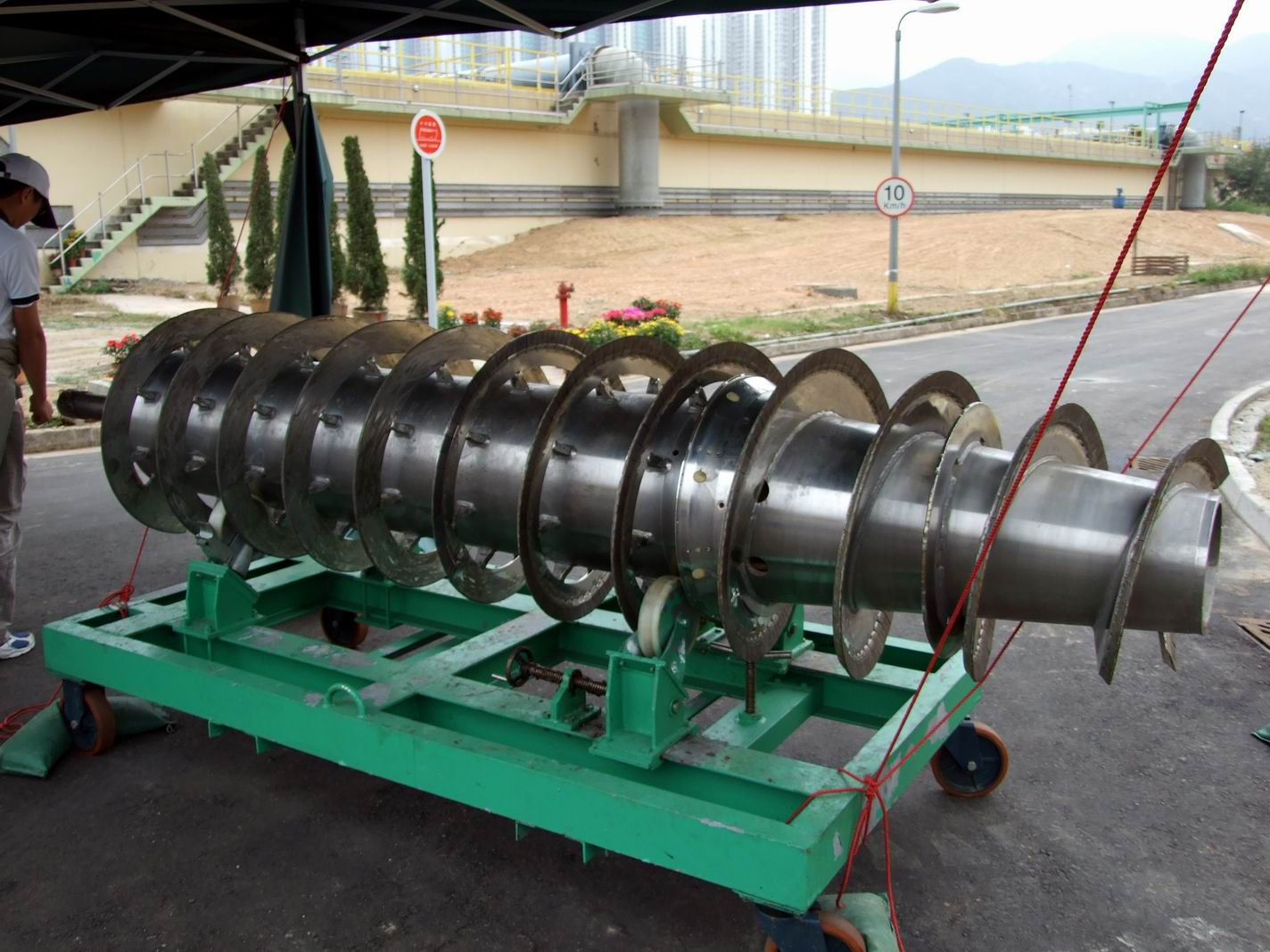
Schroef van schroefpomp

- een schroefpomp (horizontaal of verticaal geplaatst)
- een centrifugaalpomp

In de figuur hieronder een overzicht van de toepassing van opvoerwerktuigen zoals dat vanaf 1900 bij nieuwe gemalen in Nederland werd toegepast. Van de schroefpompen was ruim 90% de verticaal geplaatste variant. Alleen gemalen met een capaciteit van 40 m³/min zijn opgenomen.
| Opvoerwerktuig   | 1900-1940 | 1940-1965 | na 1965 |
| ---------------- | --------- | --------- | ------- |
| Scheprad         | 10        | 1         | 0       |
| Vijzel           | 28        | 52        | 183     |
| Centrifugaalpomp | 106       | 45        | 47      |
| Schroefpomp      | 71        | 115       | 249     |
| Anders           | 2         | 13        | 75      |
| Totaal           | 217       | 226       | 554     |
| Onbekend         | 59        | 9         | 32      |

### Naar soort aandrijfwerktuig
- de wind; een molen (windmotor)
- een stoommachine; een stoomgemaal
- een dieselmotor; een dieselgemaal
- een elektromotor; een elektrisch gemaal

In de figuur hieronder een overzicht van de toepassing van aandrijfwerktuigen zoals dat vanaf 1900 bij nieuwe gemalen in Nederland werd toegepast.

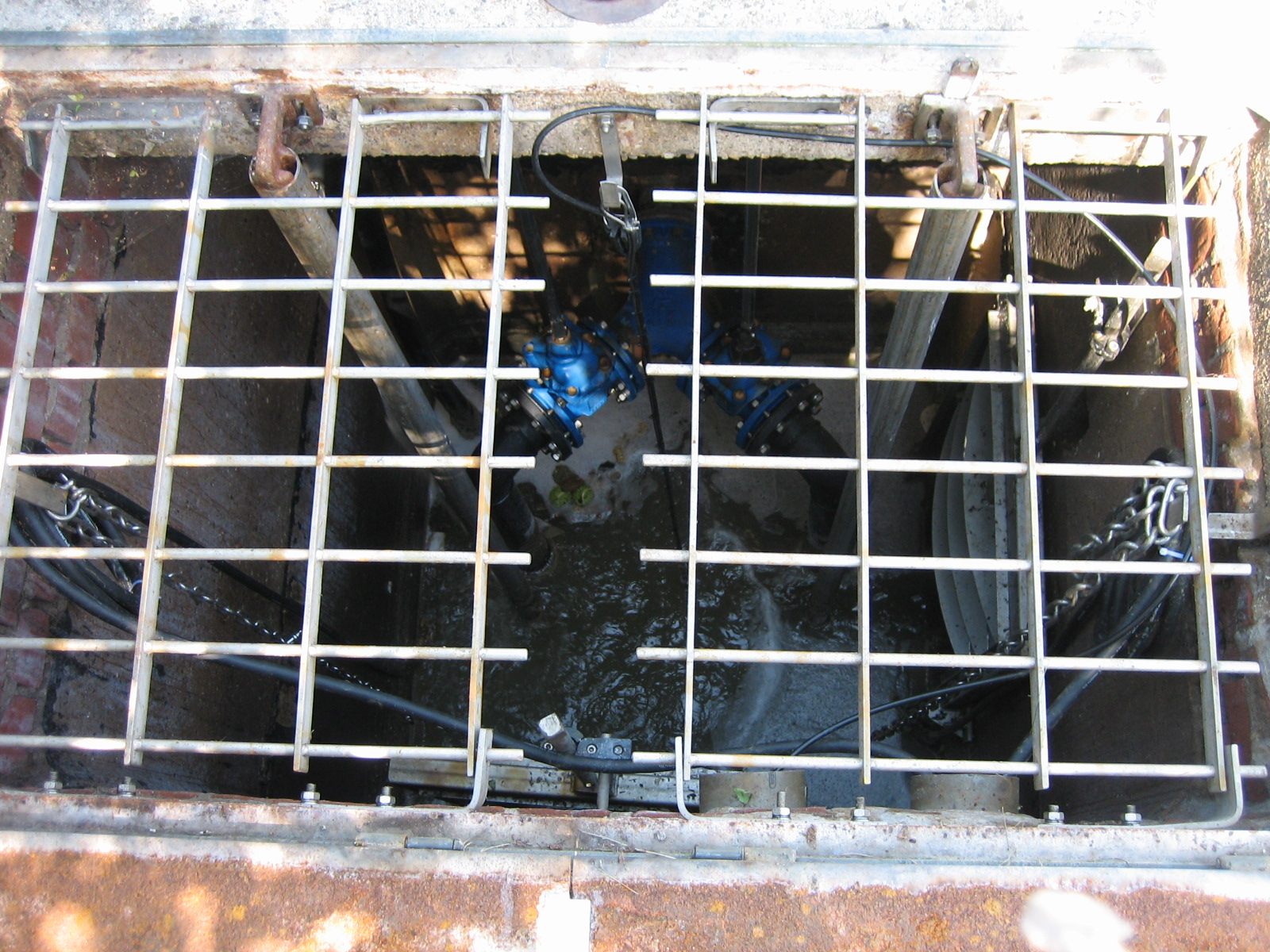
De natte kelder van een rioolgemaal, zogenaamde valroosters voorkomen dat een persoon in de kelder kan vallen.

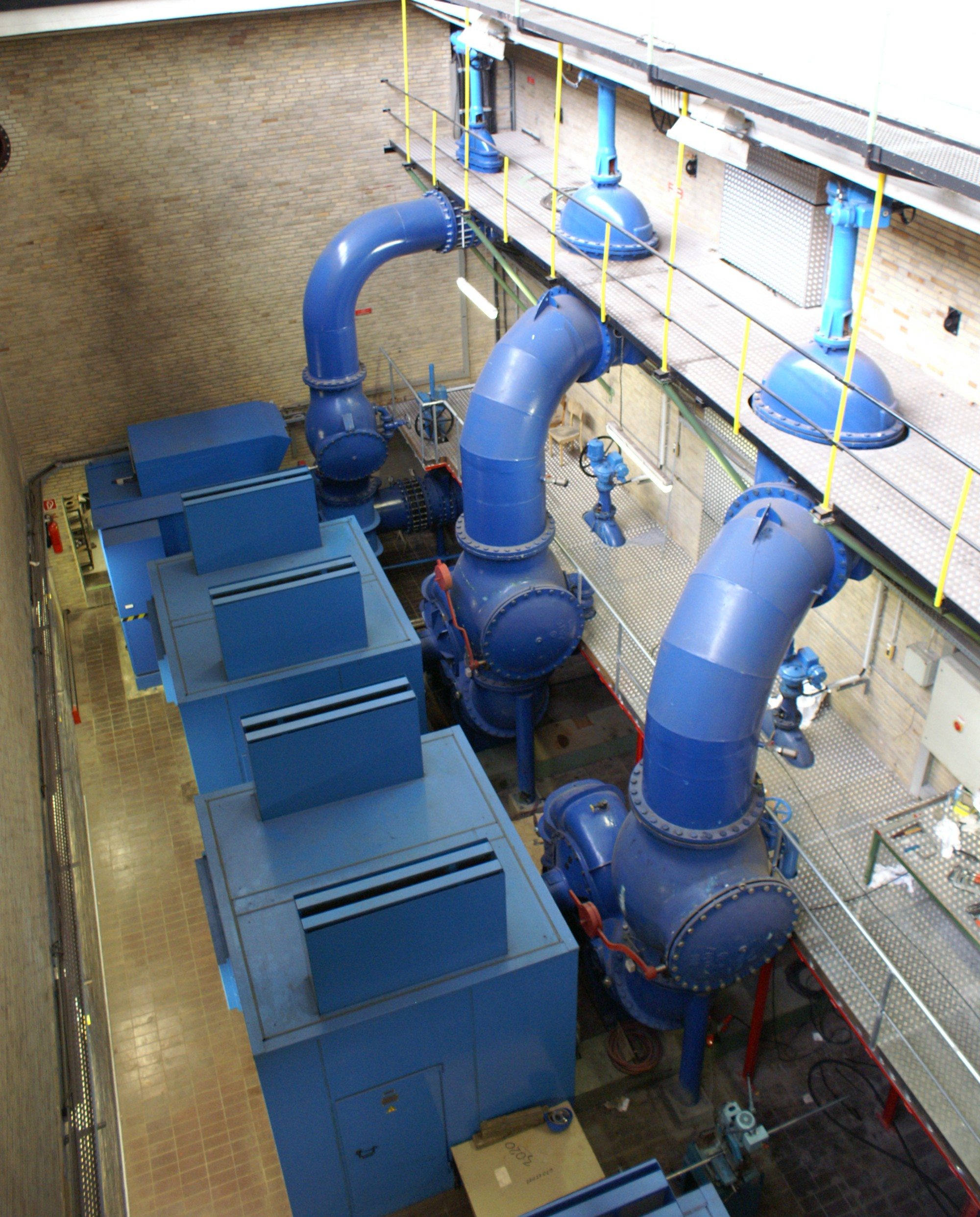
Droge kelder van rioolgemaal Landungsbrücken in Hamburg (D)

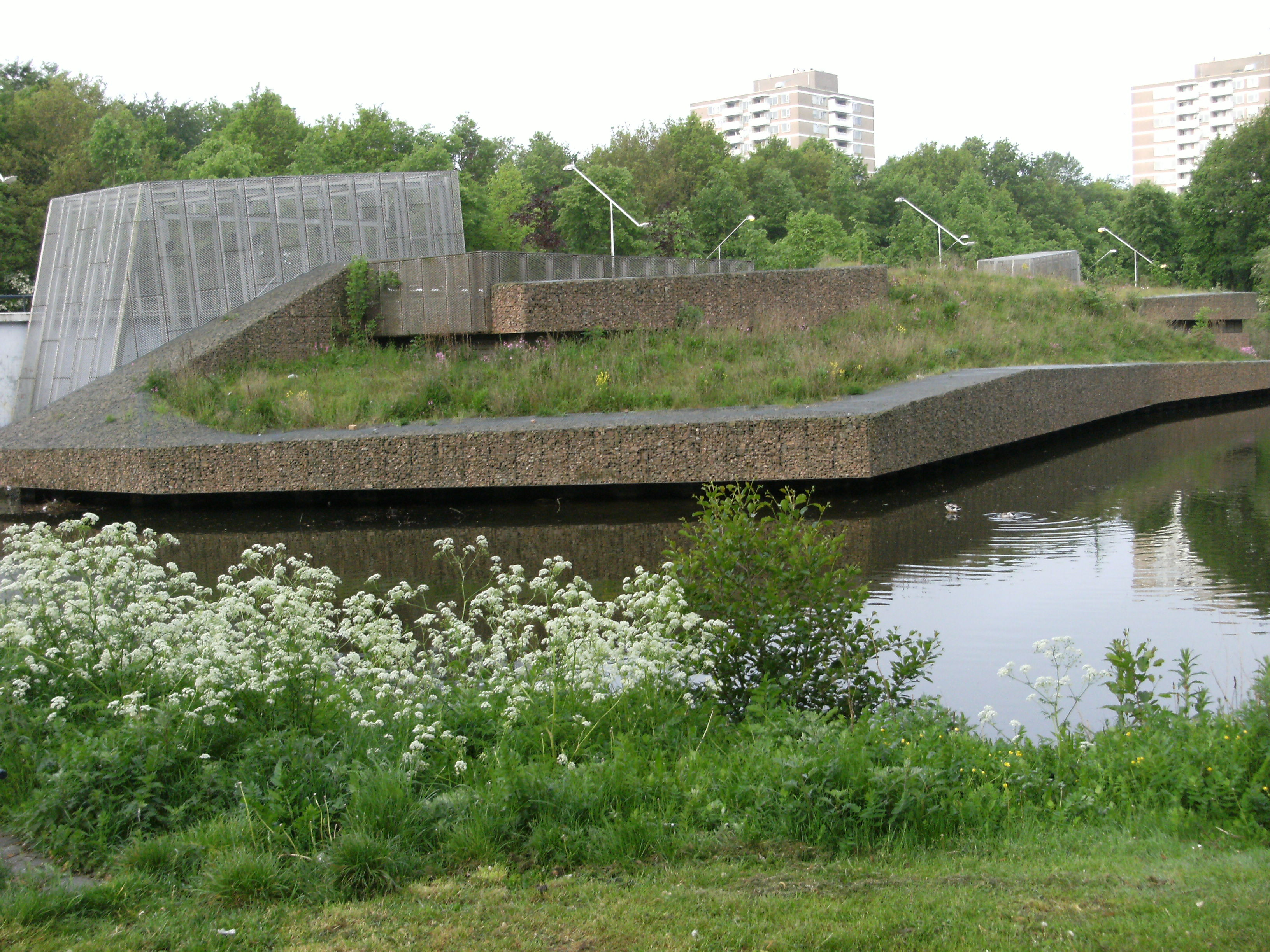
Boostergemaal West aan de Postjesweg in Amsterdam

| Aandrijfwerktuig | 1900-1940 | 1940-1965 | na 1965 |
| ---------------- | --------- | --------- | ------- |
| Stoommachine     | 20        | 0         | 0       |
| Zuiggasmotor     | 6         | 0         | 0       |
| Dieselmotor      | 64        | 28        | 30      |
| Elektromotor     | 124       | 190       | 501     |
| Anders           | 3         | 8         | 23      |
| Totaal           | 217       | 226       | 554     |
| Onbekend         | 59        | 9         | 32      |

## Specifieke gemalen

### Rioolgemalen
Een rioolgemaal wordt gebruikt in een rioolstelsel om afvalwater naar een hoger peil te brengen of over langere afstand te transporteren. Rioolgemalen zijn vaak kleiner dan de hierboven genoemde poldergemalen omdat ze een kleiner gebied bedienen en alleen afvalwater en slechts een deel van het regenwater te verwerken krijgen.
Rioolgemalen bestaan doorgaans uit een ontvangstkelder (behalve boostergemalen, zie hieronder) en een besturingsgebouwtje of besturingskast. De pompen worden nagenoeg altijd elektrisch aangedreven.
Rioolgemalen zijn onder te verdelen in drie categorieën:

#### Natte kelder
De pompen zijn zogenaamde dompelpompen en staan geheel onder water in de ontvangstkelder. Zo'n kelder is doorgaans minimaal 2,5 meter diep, alhoewel veel grotere dieptes ook voorkomen. De pompen worden via een geleidestang naar beneden getakeld en de perszijde van de pomp valt door middel van een klauw in een koppeling aan de persleiding. De pomp heeft aan de onderzijde een opening met een snijwerk om grove delen te versnijden.

#### Droge kelder
De pompen staan in een droge kelder naast de ontvangstkelder. De pompen zuigen water aan via een leiding en persen het een persleiding in.

#### Boostergemalen
Boostergemalen – ontwikkeld voor drinkwaterbedrijven, baggeraars, offshorebedrijven en de petrochemische industrie – worden ook ingezet voor het transport van afvalwater door persrioolleidingen. De boostertechniek betekent het verhogen van de druk in vloeistofleidingen, door de vloeistof rechtstreeks van één pompinstallatie naar de volgende te persen. Boostergemalen zijn regelbaar, ze spelen in op de hoeveelheid aangevoerd afvalwater. Het grote voordeel is dat geen ontvangstkelder nodig is. Het systeem wordt daardoor aanmerkelijk kleiner dan een traditioneel rioolgemaal. Bijkomende voordelen zijn ook dat er geen energieverlies optreedt bij de uitstroom in de kelder en dat het systeem volledig gesloten is waardoor geen geuroverlast ontstaat.
Een toepassing van boostergemalen voor rioolwater is in Amsterdam. Daar werd begin 2006 een centrale rioolwaterzuiveringsinstallatie (rwzi) in gebruik genomen aan de Australiëhavenweg in het Westelijk Havengebied. Deze installatie zuivert een groot deel het Amsterdamse rioolwater, het wordt aangevoerd door 49 km persrioolleiding en vier boostergemalen.

## Bedrijfszekerheid
De meeste gemalen hebben de mogelijkheid om op afstand bediend te worden, daarnaast worden ze door middel van telemetrie door computers bewaakt. Een computer controleert op een centrale post de werking van het gemaal. Zo wordt voorkomen dat storingen onopgemerkt blijven. Ook kan een telemetriesysteem adviezen geven over preventief onderhoud. De meeste gemalen hebben meer pompen dan noodzakelijk zodat bij uitval van een pomp een andere pomp het kan overnemen (redundantie). Veel rioolgemalen hebben twee pompen terwijl er gewoonlijk slechts een tegelijk draait. Zodra er een storing in een pomp wordt gesignaleerd door de apparatuur, of bij oudere installaties door de mens, wordt de andere pomp ingeschakeld.

## Overzicht bijzondere afvoergemalen

#### Groningen
- De Waterwolf
- Den Deel
- Stad & Lande
- De Drie Delfzijlen
- Schaphalsterzijl
- Noordpolderzijl
- Gemaal Cremer

#### Friesland
- Ir. D.F. Woudagemaal
- J.L. Hooglandgemaal

#### Overijssel
- Stoomgemaal Mastenbroek
- Gemaal A.F. Stroink
- Gemaal Zedemuden

#### Flevoland
- Gemaal De Blocq van Kuffeler
- Gemaal Wortman
- Gemaal Colijn
- Gemaal Lovink
- Gemaal Vissering
- Gemaal Smeenge
- Gemaal Buma

#### Gelderland
- Hollandsch-Duitsch gemaal
- Stoomgemaal De Tuut
- Stoomgemaal Arkemheen
- Gemaal Kandia
- Gemaal De Oude Horn, laatste actieve gemaal met scheprad, gesloten in 1962.

#### Utrecht
- Gemaal De Koekoek
- Gemaal De Pleyt
- Gemaal De Keulevaart
- Gemaal De Hoekse Molen
- Gemaal Winkel

#### Noord-Holland
- Gemaal IJmuiden (grootste gemaal van Europa)
- Gemaal Lely
- Gemaal Leemans
- Gemaal De Leeghwater
- Gemaal De Cruquius
- Gemaal De Lynden
- Gemaal De Bolstra
- Gemaal De Koning Willem I
- Stoomgemaal Halfweg
- Stoomgemaal Vier Noorder Koggen waarin het Nederlands Stoommachinemuseum is gevestigd.
- Poldermuseum Heerhugowaard
- Dieselgemaal Alkmaar

#### Zuid-Holland
- Vakgemaal De Leyens

#### Noord-Brabant
- Gemaal Van Sasse

#### West-Vlaanderen
- Pompgebouw van Bossuit